# St. Christophorus (Gehrde)

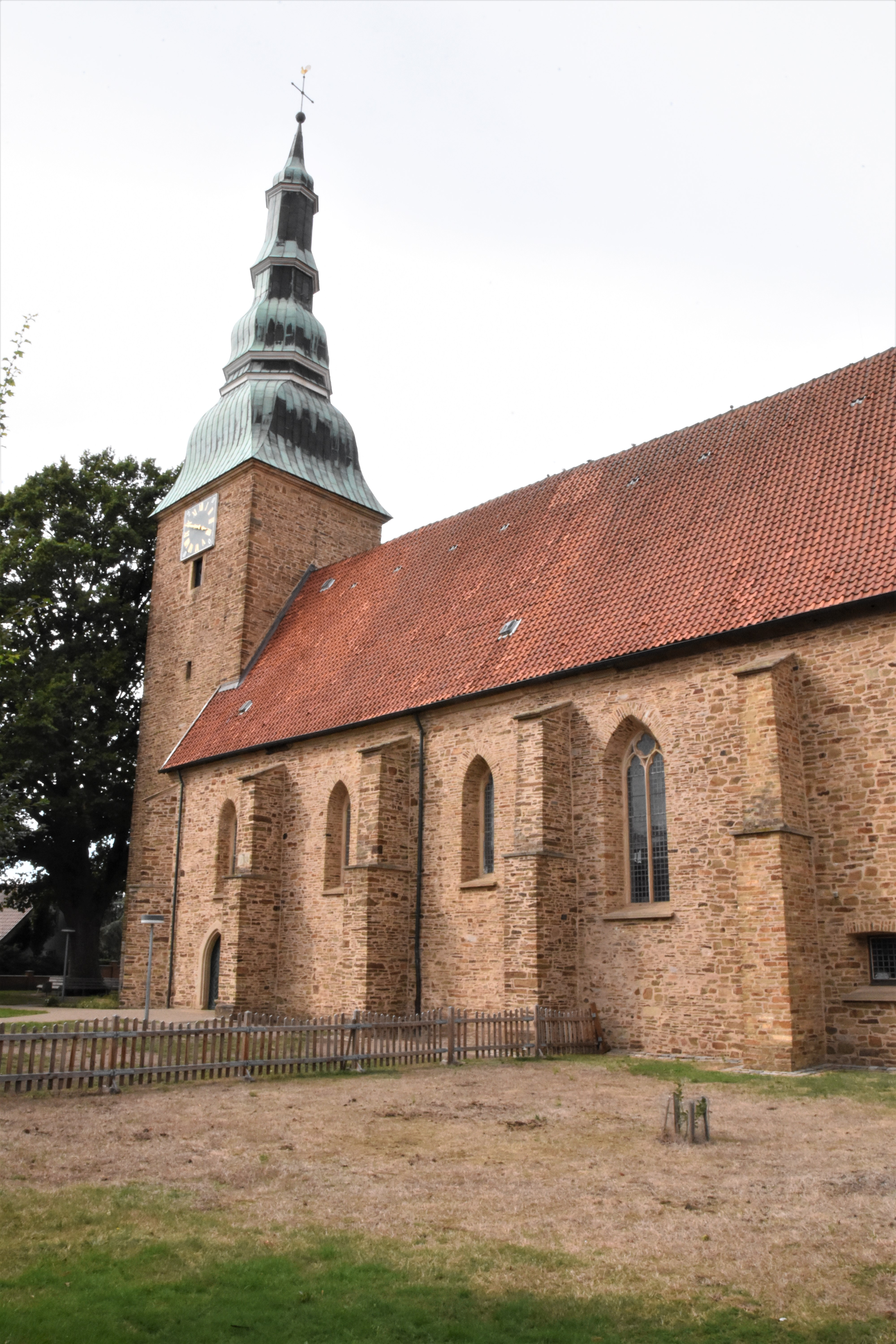
St. Christophorus in Gehrde

St. Christophorus in Gehrde, einer Gemeinde im niedersächsischen Landkreis Osnabrück, ist die Kirche der Kirchengemeinde St. Christophorus Gehrde, die dem Kirchenkreis Bramsche der Evangelisch-lutherischen Landeskirche Hannovers angehört.

## Baugeschichte und Beschreibung
Die Kirche wurde im 14. Jahrhundert als Saalbau mit drei querrechteckigen Jochen, gerade geschlossenem Chor und quadratischem Westturm aus Ueffelner Bruchstein errichtet. Die dreistufige, barocke Turmhaube stammt aus dem Jahr 1740. 1822 wurde der Chor um einen Fünfachtelschluss erweitert.
Das Kirchenschiff ist mit spätgotischem Kreuzrippengewölbe ausgestattet. Die spitzbogigen Maßwerkfenster sind in der Nordwand im ursprünglichen Zustand, in der Südwand um 1900 verbreitert worden. Nördlich am östlichen Langhausjoch befindet sich eine Sakristei.

## Ausstattung
Ältestes Stück in der Kirche ist der romanische Taufstein, der im 13. Jahrhundert aus Bentheimer Sandstein hergestellt wurde und dem der St.-Servatius-Kirche in Berge ähnelt. Aus der Zeit um 1290 stammt ein Gabelkreuz mit einer Korpushöhe von etwa 1,60 Meter.
Der zweistöckige, hölzerne Altar wurde 1718 unter Verwendung von Teilen aus dem 17. Jahrhundert gefertigt. Die Kanzel stammt ebenso von 1718 wie ein Gelbguss-Kronleuchter. Auch die westliche Emporenbrüstung mit den daran befindlichen Apostelbildern wurde um 1720 hergestellt.